# Motor de vapor de flujo unidireccional

Animación esquemática de una motor de vapor de flujo unidireccional. Las válvulas de asiento están controladas por el árbol de levas giratorio en la parte superior. Vapor a alta presión, entrada (rojo), y salida (amarillo)

Un motor de vapor de flujo unidireccional se caracteriza por utilizar el vapor que fluye en cada mitad del cilindro en una única dirección. La eficiencia térmica aumenta en las máquinas de vapor compuestas (con expansión doble o múltiple), al separar la expansión en etapas mediante cilindros separados. En el diseño de flujo unidireccional, la eficiencia térmica se logra al disponer de un gradiente de temperatura a lo largo del cilindro. El vapor siempre entra en los extremos calientes del cilindro y sale por las troneras situadas en el centro del cilindro, donde se ubica un enfriador. De este modo, se reduce el calentamiento y enfriamiento relativo de las paredes del cilindro. 

## Detalles de diseño

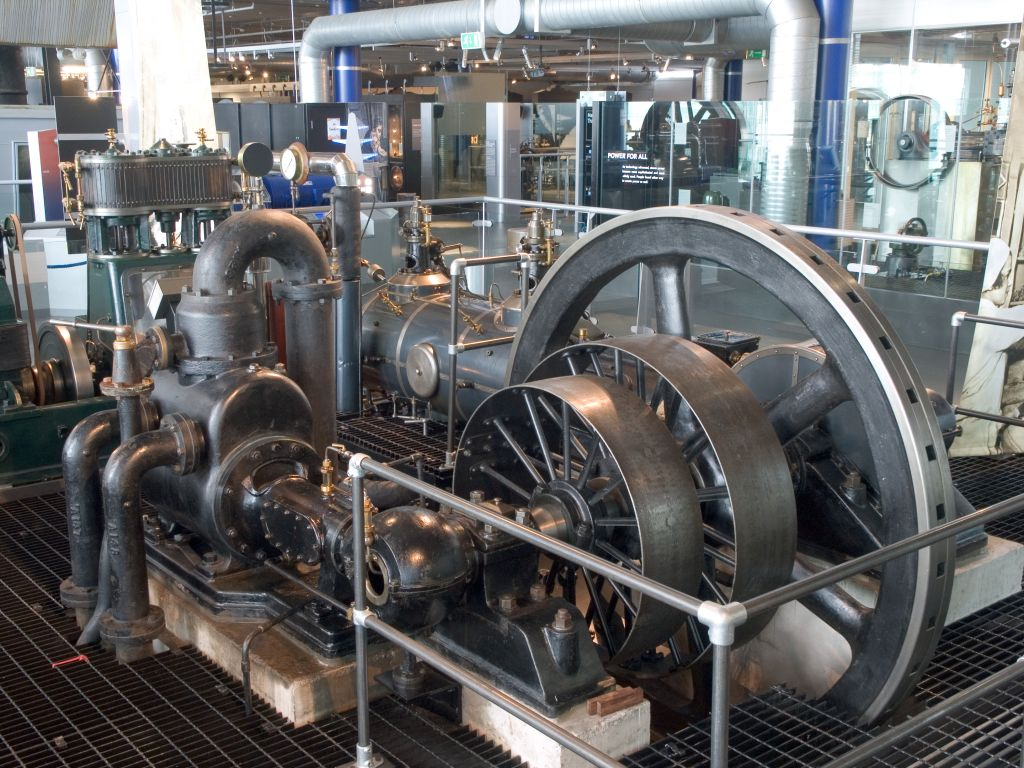
Máquina de vapor Galloway de flujo unidireccional, ahora en el Museo de Ciencias Thinktank de Birmingham

La entrada del vapor generalmente se controla mediante válvulas de asiento (que actúan de manera similar a las utilizadas en los motores de combustión interna ) que funcionan con un árbol de levas. Las válvulas de entrada se abren para admitir vapor cuando se alcanza el volumen mínimo de expansión al comienzo de la carrera. Durante un período del ciclo del cigüeñal, se admite vapor, y la entrada de la válvula de retención se cierra, permitiendo una expansión continua del vapor durante la carrera, impulsando el pistón. Cerca del final de la carrera, el pistón descubrirá un anillo de troneras de escape montadas radialmente alrededor del centro del cilindro. Estos puertos están conectados por un colector y tuberías al condensador, bajando la presión en la cámara por debajo de la de la atmósfera, causando un rápido escape. La rotación continua de la manivela mueve el pistón. En la animación adjunta se pueden ver las características de un motor de flujo unidireccional, con un pistón grande de casi la mitad de la longitud del cilindro, válvulas de entrada de asiento en cada extremo, un árbol de levas (cuyo movimiento se deriva del eje de transmisión) y un anillo central de puertos de escape. 

### Ventajas
Los motores de flujo unidireccional potencialmente permiten una mayor expansión en un solo cilindro, sin que el vapor de escape (relativamente frío) fluya a través del extremo caliente del cilindro, y evitando el "contraflujo" habitual en los motor de vapor convencionales durante la carrera de escape. Esta condición permite una mayor eficiencia térmica. Los puertos de escape solo están abiertos durante una pequeña fracción de la carrera del pistón, y quedan cerrados justo después de que el pistón comienza a viajar hacia el extremo de admisión del cilindro. El vapor que queda dentro del cilindro después de que los puertos de escape están cerrados queda atrapado, y es comprimido por el pistón de retorno. Esto es termodinámicamente deseable, ya que precalienta el extremo caliente del cilindro antes de la admisión de vapor. Sin embargo, el riesgo de una compresión excesiva a menudo se traduce en la introducción de unos pequeños puertos de escape auxiliares que se incluyen en las culatas. Tal diseño se llama un motor de flujo semi-unidireccional. 
Los motores de este tipo generalmente tienen múltiples cilindros en una disposición en línea, y pueden ser de acción simple o doble. Una ventaja particular de este tipo es que las válvulas pueden ser operadas por el efecto de múltiples árboles de levas, y al cambiar la fase relativa de estos árboles de levas, la cantidad de vapor admitido puede incrementarse para un alto par a baja velocidad, y puede disminuirse a velocidad de crucero para economizar su funcionamiento. Alternativamente, los diseños que utilizaban un sistema de levas más complejo, permitían variar la sincronización, lo que facilitaba el ajuste de la admisión (el árbol de levas podía ser desplazado por dispositivos mecánicos o hidráulicos). Y, al cambiar la fase absoluta, se podía cambiar incluso la dirección de rotación del motor. El diseño de flujo unidireccional también mantiene un gradiente de temperatura constante a través del cilindro, evitando el paso de vapor caliente y frío a través del mismo extremo del cilindro.

### Desventajas
En la práctica, el motor uniflow tiene una serie de deficiencias operativas. La gran relación de expansión requiere un gran volumen de cilindro. Para obtener el máximo potencial de trabajo del motor, se requiere una alta tasa de reciprocidad, típicamente un 80% más rápida que un motor de tipo de contraflujo de doble efecto. Esto hace que los tiempos de apertura de las válvulas de entrada sean muy cortos, ejerciendo una gran tensión en una parte mecánica delicada. Para resistir las enormes fuerzas mecánicas resultantes, los motores tienen que estar fuertemente construidos y se requiere un gran volante para suavizar las variaciones en el par a medida que la presión del vapor sube y baja rápidamente en el cilindro. Debido a que existe un gradiente térmico a lo largo del cilindro, el metal de la pared se expande en diferentes grados. Esto requiere que el diámetro interior del cilindro sea mecanizado más ancho en el centro frío que en los extremos calientes. Si el cilindro no se calienta correctamente, o si entra agua, el delicado equilibrio puede alterarse causando irregularidades a mitad de la carrera o, potencialmente, la destrucción del motor.

## Historia
El motor de flujo unidireccional fue utilizado por primera vez en Gran Bretaña en 1827 por Jacob Perkins, y fue patentado en 1885 por Leonard Jennett Todd. Fue popularizado por el ingeniero alemán Johann Stumpf en 1909, con el primer motor estacionario comercial producido un año antes, en 1908. 

### Locomotoras de vapor
El principio del flujo unidireccional se usó principalmente para la generación de energía industrial, pero también se probó en algunas locomotoras ferroviarias en Inglaterra, como las locomotoras uniflow Ferrocarril del Nordeste No 825 de 1913, y No 2212 de 1919, y en la Locomotora Midland Railway Paget. También se realizaron experimentos en Francia, Alemania, Estados Unidos y Rusia. En ningún caso los resultados fueron lo suficientemente alentadores como para llevar a cabo un mayor desarrollo. 

### Vagones de vapor
La primera utilización a gran escala de un motor de flujo único fue en los vagones de vapor Atkinson, en 1918.

### Skinner Unaflow
La evolución comercial final del motor de flujo único se produjo en los Estados Unidos a finales de los años 1930 y 1940, de la mano de la Skinner Engine Company, con el desarrollo de un motor de vapor marino compuesto de flujo unidireccional. Este motor operaba en una configuración compuesta de campanario y proporcionaba eficiencias que se acercan a la de los motores diésel contemporáneos. Muchos transbordadores de automóviles en los Grandes Lagos estaban equipados con estos motores, uno de los cuales ha continuado operando durante muchos años, el SS Badger de 1952. Los portaviones de la clase Casablanca, el diseño de estos buques más prolífico de la historia, utilizaban dos motores Skinner Unaflow de 5 cilindros, aunque no eran compuestos del tipo campanario. Un Skinner Uniflow no compuesto permaneció en servicio en los Grandes Lagos hasta 2013, en el transportador de cemento SS  St. Marys Challenger, instalado cuando la embarcación fue reactivada en 1950. 
En tamaños pequeños (por debajo de 1000 caballos), las máquinas de vapor convencionales recíprocas, son más eficientes que las turbinas. La Estación de energía solar de White Cliffs utiliza un motor de flujo único de tres cilindros con válvulas de admisión del tipo "Bash" para generar unos 25 kW de potencia eléctrica.

### Conversiones caseras de motores de dos tiempos
La configuración del motor de vapor de flujo unidireccional y acción simple se parece mucho a la de un motor de combustión interna de dos tiempos, y es posible convertir un motor de dos tiempos en un motor de vapor de flujo único alimentando el cilindro con vapor a través de una "válvula bash" instalada en lugar de la bujía. Cuando el pistón ascendente se acerca a la parte superior de su carrera, abre la válvula de golpe para admitir un pulso de vapor. La válvula se cierra automáticamente a medida que el pistón desciende y el vapor se expulsa a través del puerto del cilindro existente. La inercia del volante lleva el pistón de regreso a la parte superior de su carrera contra la compresión, como lo hace en la forma original del motor. También como el original, la conversión no se inicia automáticamente y debe ser activada por una fuente de alimentación externa para comenzar. Un ejemplo de tal conversión es el ciclomotor a vapor, que se inicia pedaleando.